# JCall
JCall ist ein Aufruf europäischer Juden zu „Frieden und Vernunft“ im Nahen Osten. Diese Initiative ist entstanden nach dem Vorbild der US-amerikanischen Organisation J Street.

## Entstehungsgeschichte
Die Organisation wurde am 3. Mai 2010 in Brüssel gegründet. Gründungsvorsitzender ist David Chemla, der Leiter von Schalom Achschaw in Frankreich. Zu den Gründungsvätern gehören Zeev Sternhell (1935–2020) der Hebräischen Universität Jerusalem, der frühere israelische Botschafter in Frankreich, Eli Bar-Navi, und der frühere israelische Botschafter in Deutschland, Avi Primor, sowie Daniel Cohn-Bendit. Unter den französischen Unterzeichnern befinden sich u. a. der Philosoph Alain Finkielkraut, unter den englischen der Kriminologe David Nelken. Auch Bernard-Henri Lévy unterstützte die Initiative. Eine deutsche Sektion wurde im September 2010 ins Leben gerufen. Zu ihren Initiatoren gehört Micha Brumlik (Frankfurt), Erster Vorsitzender ist Rabbiner Tovia Ben-Chorin (St. Gallen).

## Ziele und Stellungnahmen
Die Organisation sieht die Gefahr einer Delegitimierung Israels durch die Besatzung und den Aufbau von jüdischen Siedlungen im Westjordanland und in Ost-Jerusalem. Es wurde daher beschlossen, auf folgender Grundlage zu agieren:
- Prinzip „Zwei Staaten für zwei Völker“
- Verantwortung Europas für eine vernünftige Regelung des Konfliktes
- Warnung vor einer systematischen Identifizierung mit der Politik der israelischen Regierung
- Europäische Bewegung, welche über den traditionellen Meinungsverschiedenheiten steht.

Erste Aktion von JCall war eine an das Europäische Parlament gerichtete Petition „Appell an die Vernunft“.
Nach dem Terrorangriff der Hamas am 7. Oktober 2023 bezeugte die Organisation am 8. Oktober ihre uneingeschränkte Solidatirät mit Israel. Zugleich unterstrich sie die Notwendigkeit, den Palästinensern eine politische Perspektive zu geben und nicht zuzulassen, dass Extremisten ihre Agenda diktieren.

## Abgrenzungen
JCall grenzt sich in verschiedene Richtungen ab. Gründungsmitglied der deutschen Sektion Micha Brumlik betonte im Jahre 2010, die Organisation wolle einen Weg aufzeigen, „den auch eine Mehrheit der Juden mittragen kann“. Mit Blick auf European Jews for a Just Peace – eine andere jüdische, sich mit dem Konflikt zwischen Palästinensern und Israelis beschäftigende  Interessenvertretung – verstehe er nicht, „wie man mit einer terroristischen Organisation wie der Hamas kooperieren“ könne. JCall Deutschland grenzt sich andererseits ab „von vielen – nicht allen – Vorsitzenden jüdischer Gemeinden in Deutschland, die der Meinung sind, dass Kritik an der israelischen Regierungspolitik das Land schwächen würde“. Dem entspricht die Kritik an JCall von zwei Seiten, besonders deutlich in Frankreich.